# 태극무공훈장
태극무공훈장(太極武功勳章, 영어: Taegeuk Order of Military Merit,)은 대한민국 최고의 무공훈장이다.

## 무공훈장 등급
- 1등급  태극무공훈장(太極武功勳章, Taegeuk Order of Military Merit)
  - 1963년까지 금성 태극무공훈장, 은성 태극무공훈장, 무성 태극무공훈장으로 세분화 되어있었다.
- 2등급  을지무공훈장(乙支武功勳章, Eulji Order of Military Merit) 
  - 1963년까지 금성 을지무공훈장, 은성 을지무공훈장, 무성 을지무공훈장으로 세분화 되어있었다.
- 3등급  충무무공훈장(忠武武功勳章, Chungmu Order of Military Merit) 
  - 1963년까지 금성 충무무공훈장, 은성 충무무공훈장, 무성 충무무공훈장으로 세분화 되어있었다.
- 4등급  화랑무공훈장(花郎武功勳章, Hwarang Order of Military Merit) 
  - 1963년까지 금성 화랑무공훈장, 은성 화랑무공훈장, 무성 화랑무공훈장으로 세분화 되어있었다.
- 5등급 인헌무공훈장(仁憲武功勳章, Inheon Order of Military Merit) 
  - 1963년에 추가되었다.

## 수훈자

### 육군
- 백선엽 - 1941~1945년 일본군 만주군 간도 특설대 복무

수여 받은 태극무공훈장은 '금성 태극무공훈장' 2개로, 훈장수여번호는 제549호, 550호이다. 백선엽 장군은 6.25전쟁 발발 당시 국군1사단장(대령)으로서 다부동전투에서 혈투 끝에 북한군 4개사단을 막아냄으로써 낙동강방어선을 지키고 전세를 역전시켜 반격의 발판을 마련하였으며, 1950년 10월 평양공격시에는 미군과의 연합작전으로 최일선으로 선봉 입성하여 국군의 명예를 드높였다. 1951년에 동해안 1군단장(소장)으로 중공군춘계공세시 대관령방어를 성공적으로 수행하여 적의 돌파구를 저지하였고, 최초의 정전회담 한국측 대표로 정전협상에 임하기도 하였다.1952년에는 국군 최초로 근대적인 2군단을 창설하여 국군 현대화의 길을 열었으며 그해 7월 육군참모총장(중장)으로 임명되어 그 이듬해인 1953년 1월에 국군 최초의 대장으로서 영예를 얻게 되었다. 전시 최고 군지휘관으로서 6.25전쟁이 종료되는 1953년 7월말까지 UN군사령관과 함께 한국전쟁을 총지휘하는 중책을 수행하였으며 특히, 전란의 어려운 시기에 2차세계대전의 승전국인 미국과 한미동맹의 탁월한 협조와 지원을 이끌어 냄으로써, 10개 사단이었던 국군을 20개 사단으로 대폭 증강시키고 휴전 후에도 다시 육군참모총장을 맡아 국군현대화에 심혈을 기울임으로서 오늘날 세계 속에 강한 대한민국 국군의 기틀을 마련하는 데 결정적으로 기여한 그의 업적은 국군의 역사에 길이 남을 것이다.
- 김경진 중령 - 김소령(9사단 29연대 2대대장)은 백마고지전투시 선봉중대의 기세가 꺽이자 직접 최전방으로 이동 부하들의 용전을 독려하고 적진 20m 전방까지 접근, 돌격명령을 내려 고지를 탈환하고 적을 격멸하였으나 자신은 산화한 백마고지의 큰별. 백마고지는 한국전쟁 당시 가장 피비린내 나는 격전지였다.1952년 10월 6일 중공군의 대공세로 10일동안 대 혈전이 계속되었고 포탄 30만발이 작렬하면서 고지의 주인이 24번이나 바뀌었다. 포격으로 산이 본래의 모습을 잃어 그 모양이 마치 백마가 누워있는 것 같다고 해서 "백마고지"로 불리게 되었다. 당시 이 백마고지를 사수하기 위해 용감하게 싸우다 산화한 육군 제9사단 장병들의 넋을 추모하기 위하여 철원군 동송읍에 백마고지 전투전적비를 건립하였다. 백마기념관에는 당시 전투에서 사용한 바주카포, 탄약, 탄창 등이 전시되어 있다.김경진 육군중령(1920.9.8 ∼ 1952.10.11)전쟁기념관(館長 金石元)은 6.25전쟁 당시 백마고지 전투에서 결정적 전공을 세우고 산화한 김경진(金慶珍) 육군중령을 2005년 10월의 호국인물로 선정 발표했다. 김경진 중령은 1920년 9월 8일 경북 의성에서 태어나 1949년 5월 육군사관학교를 8기로 졸업하고 소위로 임관했으며 국군 제9사단 소속으로 6.25전쟁 기간 1950년 11월 전북 대둔산과 경북 김천·상주지구 공비토벌작전, 12월 강원도 설악산·오대산지구 전투, 1952년 7월 김화지구 전투에 참가해 큰 전공을 세웠다.1952년 10월 김경진 소령(당시)은 제29연대 2대대장으로서 백마고지 전투에 참가하게 된다. 당시 백마고지는 철원평야 서북단에 위치한 396m 독립고지로서 작전상 요지 중의 요지였다. 전쟁 중 고지의 주인이 무려 스물네 번이나 바뀌고 하루 평균 5만발에 가까운 포탄이 쏟아져 세계 전사에 유례없는 치열한 고지공방전으로 불릴만큼 전략적으로 중요한 곳이었던 것이다. 1950년 10월 11일, 백마고지의 정상탈환 역습명령을 받은 김경진 대대장은 고지를 확보한 중공군이 진지를 강화하기 전 신속히 역습을 감행하기 위해 5중대를 주공으로 투입했다. 그러나 정상을 100m가량 앞둔 지점에서 적의 박격포와 직사화기 공격에 막혀 진격이 중단되자 대대장 자신이 포복으로 최전방인 5중대로 나아가 전투를 독려했다. 전투지휘에 용기백배한 중대원들은 재공격을 감행, 마침내 고지를 탈환하고 적을 격멸하였으나 안타깝게도 김경진 대대장은 적의 박격포탄에 맞아 산화하고 말았다. 고인의 살신성인에 힘입어 10월 14일 9사단은 마침내 백마고지 일대를 완전히 탈환, 확보했으며 철의 삼각지의 좌측인 철원지역을 계속 장악하게 되었다. 정부는 고인의 전공을 기려 1계급 특진과 태극무공훈장을 추서했다. 10월 6일(목 14:00) 전쟁기념관 호국추모실에서는 유족과 육군 주요인사가 참석한 가운데 고인을 추모하는 현양행사가 거행된다.
- 김백일 중장 - 대한민국 1군단장 재직 시절인 1950년 10월 1일 이승만 대통령의 북진명령을 받고 예하 3사단을 진격시켜 국군 최초로 38선을 돌파. 정부는 이날을 국군의 날로 제정했다. 당시 전시 작전권은 맥아더 사령관에게 있었다. 미군은 38선을 넘는데 반대했다. 1950년 12월 흥남 철수작전 때 미 제10군단장인 알폰소 소장과 담판을 벌여 피난민 10만명이 안전하게 철수했다. 1951년 3월 전방지휘소 작전회의에 참석한 뒤 귀대하다가 강풍으로 항공기가 추락하여 34세에 사망. 사후 1계급 특진.[1]
- 김영옥 미군 대령 - 제2차 세계대전 당시 미군 전투부대를 지휘한 첫 소수인종 출신 장교. 한국전쟁에서 큰 전과를 거두고 전쟁 고아들을 보살핀 공로.[2]
- 김용배 준장 - 1950년 6사단 7연대 1대대장. 춘천 북방 지내리 전선에서 T-34 전차로 침략하는 북한군 제2사단을 단 한 대의 전차도 없이 지연작전을 수행함. 압록강 초산에 가장 먼저 진출해 태극기를 꽂음. 1951년 7월 5연대장으로 양구 군량리 지구에서 인해전술로 밀려오는 중공군 5군단을 맞아 싸우다 전사. 사후 1계급 특진.[1]
- 송서규 대령 - 육군보병학교 갑종간부 제7기. 월남전에 파병. 1967년 11월 6일 주월 한국군의 닌호아 2호 작전을 전개해 포병 화력을 지원받아 4개 중대로 베트콩을 포위한 후 섬멸.
- 심일 소령 - 육사 8기생. 한국전쟁 당시 춘천지역 6사단 7연대 대전차 중대 소대장. 육탄 특공조를 조직해 최초로 적군 자주포를 격파하여 당시 전차에 대해 두려움을 가지고 있던 국군에게 할 수 있다는 자신감을 주었다. 위관급 최초의 태극무공훈장 수훈자(사후 1계급 특진).[3]
- 이명수 일등상사 - 3사단 22연대 소속 소대장. 1950년 7월 영덕·강구전투에서 육탄 특공조를 조직해 적군 전차를 격파, 작전 도중 포로로 잡힌 부하들을 구출하기 위해 다시 적진으로 들어가 부하들을 구출해 왔다.
- 임동춘 대위 - 1969년 갑종간부후보생의 마지막 기수인 230기. 수도사단 기갑연대 소대장으로 월남전에 파병. 안케페스 전투에서 고지 탈환작전 중 부상에도 불구하고 적 벙커에 수류탄을 투척하여 제압한 후 전사. 1972년에 대위로 1계급 특진.[4]
- 임충식 대장 - 백골연대 연대장, 합참의장, 국방부 장관.
- 정일권 - 일본육사 55기. 만주군 헌병 대위로 활동. 한국전쟁이 발발하자 당시 육군참모총장으로 있던 채병덕이 맥아더로부터 자질을 의심받아 보직해임되었는데 그 후임으로 육군참모총장이 되었다.
- 조달진 소위 - 6사단 19연대 3대대에서 일등병 계급으로 복무 중 전쟁이 발발하자 6월 28일 홍천 말고개에 대전차 특공조로 투입, 적군 전차 혹은 자주포를 격파. 7월 24일 상주 유곡전투에서도 대전차 특공조를 조직해 적 전차를 제압. 2011년 태극무공훈장이 추서되었다.[5]
- 최득수 이등상사 - 양구비석고지 전투에서 특공조로 자원하여 적 기관총을 모두 격파하고 고지를 탈환. 현재 생존.
- 홍재근 일병 - 낙동강 방어선 전투에서 특공조를 자원해 북한군 766 유격부대의 은거지에 수류탄을 투척, 군관 1명을 포함한 15명의 포로를 생포. 그 직후 자교리 전투에서 백병전으로 적 5명을 처치하고 전사. 사후 일병으로 1계급 특진. 이등병으로는 이례적으로 태극무공훈장을 받음.[6]
- 장철부 중령
- 전두환 보안사령관 - 후에 군사반란에 대한 책임으로 훈장이 취소됨.[7]

### 해군
- 손원일 제독 - 대한민국 해군의 창설자. 제독의 이름을 딴 손원일함도 있다.
- 지덕칠 중사 - 해군 위생하사관으로 참전 베트남 전쟁 추라이 전투에서 부상당한 전우를 구하고 장렬히 산화했다.[8]

### 공군
- 최용덕 (1898년) - 대한민국 공군의 아버지. 국부군 공군 창설멤버이며, 광복군 참모처 참모처장으로 활동했다. 대한민국 초대 국방부 차관을 역임했으며, 2대 공군참모총장을 역임했다.
- 이근석 - 일본의 연합국 극동군사령부에서 F-51 전투기를 인수, 직접 조종하여 현해탄을 건넜다. 이후 북한군 전차부대를 공습하던 중, 적에게 피격되어 조종불능 상태가 되자 비상탈출 하지 않고 그대로 적 전차에 돌입하여 산화하였다. 공군 전투조종사로서 첫 번째 전사자였다.
- 장덕창 - 1950년 8월 28일부터 1953년 7월 27일까지, 무려 6261회를 출격하여 폭격 및 공중전투에 나섰다. 통영 및 영덕 상륙작전과 낙동강 전투, 지리산 공비토벌작전에서 수차례 공습에 나섰다. 4대 공군참모총장 역임.

### 해병대
- 김성은 - 한국전쟁 당시 대한민국 해병대 최초의 단독 상륙작전인 통영상륙작전을 성공적으로 지휘해 해병대가 "귀신잡는 해병"이란 애칭을 얻게 한 주역이다. 제4대 해병대사령관과 제15대 국방부 장관 역임.[9]
- 이인호 소령 - 해사 11기. 1966년 해병대 청룡부대 제3대대 정보참모로 월남전에 참전. 1966년 8월 11일 베트남 밀레 마을 동굴에서 베트콩이 던진 수류탄을 자신의 몸으로 덮쳐 부하들을 구하고 전사. 사후 소령으로 1계급 특진. 1967년 해군사관학교 입구에 동상 건립.

### 경찰
- 최규식 서울 종로경찰서 서장 - 1968년 1월 21일 북한 특수부대 31명이 청와대를 습격하는 1·21 사태 발생. 최규식 서장은 청와대로 진입하던 김신조 등 무장공비 31명을 가로막고 검문을 벌이다 공비들의 총격을 당해 병원으로 이송 중 사망했다. 사후 경무관으로 1계급 특진. 경찰종합학교 교정에 동상이 있다.[10]

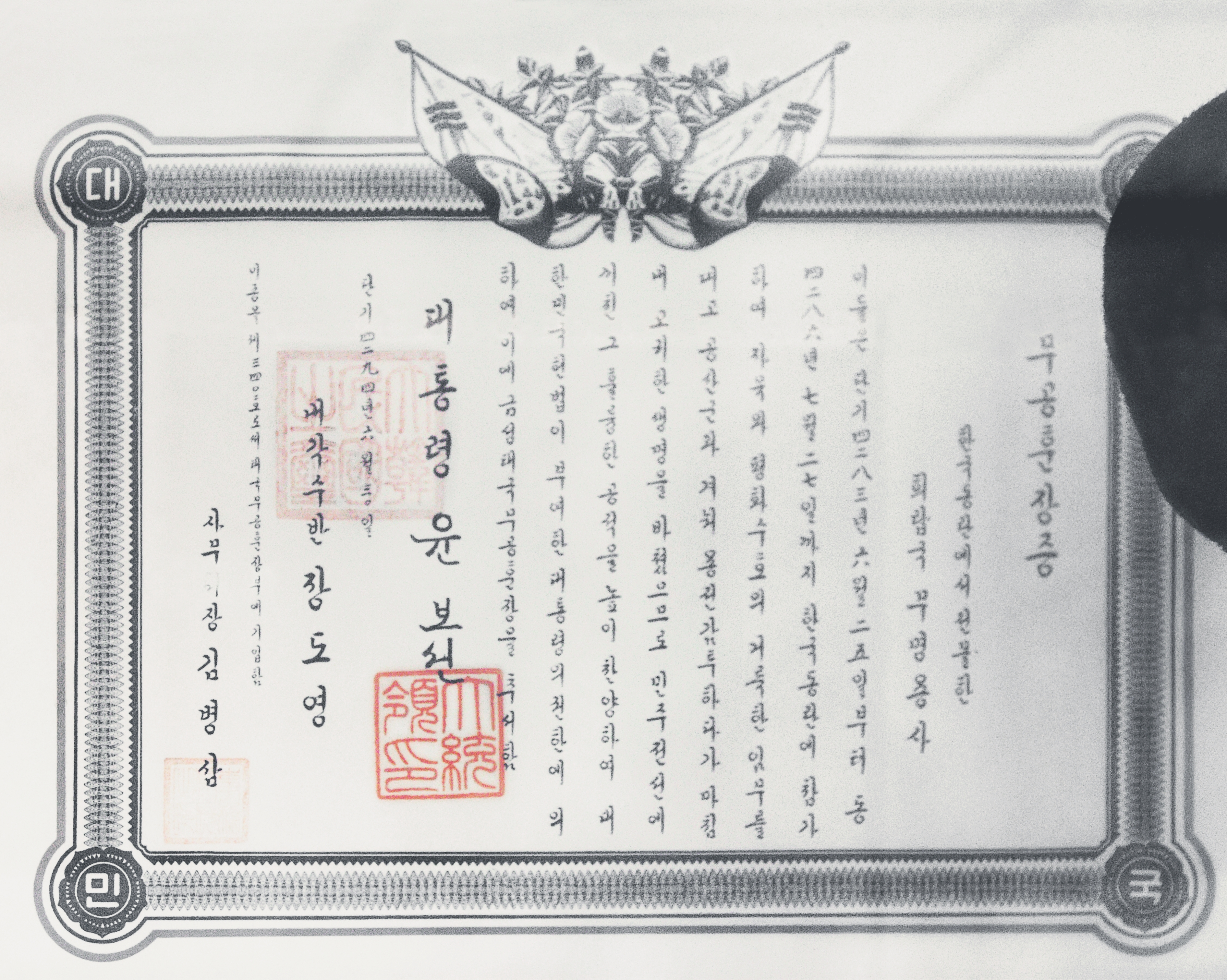
윤보선 대통령이 주한 그리스 원정군 무명용사에게 수여한 태극무공훈장 수여증

### 외국인
- 김영옥
- 찰스 B. 스미스
- 더글러스 맥아더 원수
- 에밀 카폰 대위 - 한국전쟁 당시 제1기병사단 군종신부로 참전, 중국군 포로로 잡혔다 1951년 5월 23일 수용소에서 35세로 선종하였다. 그는 이 훈장 추서 전에 본국인 미국에서 2013년에 명예 훈장을 받았고 그 전인 1993년에 로마 교황인 요한 바오로 2세에 의해 가경자로 선포되었다. 2021년에 유해를 확인하였고 같은 해 7월 27일에 대한민국 정부로부터 수여받았다. 그의 조카에게 대리수여.

## 같이 보기
- 명예 훈장 - 미국 최고의 무공훈장
- 레지옹 도뇌르 훈장 - 프랑스 최고의 무공훈장. 민간인에게도 수여된다. 프랑스 대통령에 당선되면 취임식날 레지옹 도뇌르 그랑크루아 훈장을 받는다.[11]
- 대한민국 훈장의 수여 조건
- 대한민국의 훈장